# Энза-Ямисси, Элоге
Элоге Этисс Энза-Ямисси (фр. Eloge Ethisse Enza Yamissi; 23 января 1983, Банги, ЦАР) — центральноафриканский футболист, полузащитник, бывший игрок сборной ЦАР, ныне — тренер.

## Карьера

### Клубная
Энза-Ямисси переехал из ЦАР во Францию в возрасте 10 лет, он является воспитанником футбольного клуба «Бордо». В 2002 году подписал контракт с клубом третьего французского дивизиона «Ла-Рош», сыграл за него 6 матчей. В следующем сезоне выступал за «Олимпик» из Алеса.
С 2003 по 2005 Энза-Ямисси играл за «Ним Олимпик», выступавшей в Лиге 3. За клуб он провёл 52 матча и забил 4 мяча.
Летом 2005 Элоге перешёл в «Труа». 30 июля 2005 года полузащитник провёл первый матч в Лиге 1 в новой команде, выйдя в матче против «Ниццы» на замену на 75 минуте вместо Блеза Матюиди..
11 февраля 2006 года Энза-Ямисси забил первый гол за «Труа» в игре с «Монако». В феврале 2011 года продлил свой контракт до лета 2015 года.
За время выступления Элоге за «Труа» его команда трижды по итогам сезона понижалась в классе (дважды вылетели из Лиги 1 и один раз из Лиги 2) и дважды поднималась дивизионом выше. С 2011 года Энза-Ямсси был капитаном «Труа».
Летом 2013, после очередного вылета «Труа» из Лиги 1 Элоге принял решение покинуть команду и подписал контракт с «Валансьеном».

### В сборной
Первый вызов в сборную ЦАР Элоге получил в 2010 году перед началом отборочного турнира к Кубку африканских наций 2012. Сборная ЦАР заняла 2 место в группе и пройти дальше не смогла.
Энза-Ямисси принимал участие в отборочном турнире к Чемпионату мира 2014.

## Личная жизнь
У Элоге есть младший брат Манассе, который играет с ним в одном клубе.